# Zapoteca media
Zapoteca media är en ärtväxtart som först beskrevs av Martin Martens och Henri Guillaume Galeotti, och fick sitt nu gällande namn av Héctor Manuel Hernández. Zapoteca media ingår i släktet Zapoteca och familjen ärtväxter. Inga underarter finns listade i Catalogue of Life.